# 박지영 (1987년)
박지영(1987년 7월 11일 ~ )은 대한민국의 前 배우이다. 1996년에 데뷔해 재연 연기 위주로 활동했으나, 2016년 부로 은퇴했다.

## 학력
- 명지전문대학 연극영상과

## 출연 작품

### 드라마
- 2000년 SBS 《천사의 분노》
- 2007년 MBC 《이산》
- 2008년 Q채널 《범죄인간》 - 최미희 역 (3회 : 위기의 남자 편)
- 2008년 채널CGV 오리지널 드라마 《리틀맘 스캔들》- 아라 역
- 2008년 채널CGV 오리지널 드라마 《리틀맘 스캔들 2》 - 아라 역
- 2008년 코미디TV 《신해철의 데미지》 - 김다혜 역 (74회 : 집 나간 어린 아내 편)
- 2012년 MBC 《해를 품은 달》
- 2014년~2015년 MBC 《전설의 마녀》 - 응급실 간호사 역
- 2015년 MBN 《기막힌 이야기 실제상황》 - 장미영 역 (46회 : 죽은 남자를 사랑한 두 여자 편)